# Paul Wuyts
Paul Wuyts (Antwerpen, 1 juni 1948 – aldaar, 15 februari 2012) was een Vlaams acteur.
Wuyts studeerde aan Studio Herman Teirlinck en speelde daarna bij de KVS, Studio Amsterdam en de Internationale Nieuwe Scène. Hij speelde ook in diverse Vlaamse tv-reeksen en films. Wuyts stierf op 63-jarige leeftijd aan kanker. Hij had een zoon met actrice Reinhilde Decleir.

## Optredens
- De Ronde (2011) als Lou Abeloos
- Bo (2010) als Pepe
- Matroesjka's (2008) als Maurice Belis
- Lili & Marleen als Michelleke (2 episodes, 2006-2007)
- Sl8n8 (2006) als opzichter
- The Sunflyers (2005) als Ludo
- Mayra (2003) als JOP
- 2 Straten verder (2000) (tv-reeks)
- Recht op recht als werfleider (1 episode, 2000)
- Terug naar Oosterdonk (1997) (tv-mini-serie) als Swa
- F.C. De Kampioenen (1 episode, 1996) als agent
- Brylcream Boulevard (1995) als Pol
- Nonkel Jef (1997-2001) als Champetter
- Chez Bompa Lawijt (1994-1996) als André Willems
- Beck - De gesloten kamer (1993) als Moss
- Daens (1993) als vader Scholliers
- De Kotmadam als Kromme Swa (1 episode)
- Chevies and Cadies (1991)
- Bompa (1990-1994) als André Willems
- Langs de Kade als Leopold Boons (1 episode, 1989)
- L'Heure Simenon als schoenenverkoper (1 episode, 1988)
- Adriaen Brouwer (1986) (tv-mini-serie)
- De zuiverste nacht (1979) (tv)
- Als schilders konden spreken (1976) (tv)
- Niet alle dieven komen ongelegen (1976) (tv) als Antoine
- Trouwfeest (1974) (tv) als jongeman